# Liste des places boursières
Cet article contient une liste des Bourses dans le monde.

## Afrique
- Bourse de Johannesbourg
- Bourse du Nigéria
- Bourse d’Égypte
- Bourse de Maurice
- Bourse de Nairobi
- Bourse de Casablanca
- Bourse de Tunis
- Bourse du Zimbabwe
- Bourse du Botswana
- Bourse du Ghana
- Bourse de Namibie
- Bourse régionale des valeurs mobilières
- Bourse des valeurs mobilières de l'Afrique centrale

## Amérique
- American Stock Exchange (New York, USA)
- Bourse de Boston
- Bourse de Buenos Aires
- Bourse de Caracas
- Bourse de Chicago
- Bourse de Colombie
- Bourse des iles Caïmans
- Bourse de Kingston
- Bourse de La Paz
- Bourse de Lima
- Bourse du Mexique
- Bourse de Montréal
- Bourse de Philadelphie
- Bourse de Santiago
- Bourse de São Paulo
- Bourse de Toronto
- Bourse de Vancouver
- NASDAQ (New York, USA)
- New York Stock Exchange (New York, USA)

## Asie
Bourse d'Amman
Bourse d'Abu Dhabi
- Bourse de Bahreïn
- Bourse de Bangkok (SET)
- Bourse de Beyrouth
- Bourse de Bombay
- Bourse de Dhaka
- Bourse de Doha
- Bourse de Dubai
- Bourse d'Hanoi
- Bourse d'Ho Chi Minh Ville
- Bourse de Hong Kong
- Bourse d’Irak
- Bourse de Jakarta
- Bourse de Karachi
- Bourse de Kathmandou
- Bourse du Koweit
- Bourse de Kuala Lumpur
- Bourse de Manille
- Bourse de Muscat
- Bourse de Palestine
- Bourse de Riyadh
- Bourse de Séoul
- Bourse de Shanghai
- Bourse de Shenzhen
- Bourse de Singapour
- Bourse de Taiwan
- Bourse de Téhéran
- Bourse de Tel Aviv
- Bourse de Tōkyō
- Bourse de Vientiane (LSX)

## Europe
- Bourse d'Almaty (KASE, XXAZ, 1003)
- Euronext Amsterdam
- Bourse d’Athènes (XATH, 1876)
- Bourse de Bakou (BSEX, 2000)
- Bourse de Banja Luka (BLSE, 2001)
- Bourse de Barcelone (BMEX, 1915)
- Bourse de Belgrade (XBEL, 1894)
- Bours de Bratislava (en) (XBRA, 1991)
- Bourse de Bruxelles
- Bourse de Bucarest (BVB, 1888-1945, 1995-)
- Bourse de Budapest (XBUD, 1864)
- Bourse de Sofia
- Bourse de Chişinău (XMOL, 1994)
- Bourse de Chypre (XCYS, 1994) à Nicosie
- Bourse de Dublin (ISE, Euronext Dublin, 1793)
- Bourse de Francfort
- Bourse de Gibraltar (en) (GSXL, 2014)
- Bourse d’Islande
- Bourse d'Istanbul
- Bourse de Kiev (en) (XUAX, 2008)
- Bourse de Lisbonne
- Bourse de Ljubljana (XLJU, 1995)
- Bourse de Luxembourg (XLUX, 1927)
- Bourse de Madrid (BMEX, 1831)
- Bourse de Malte (XMAL, 1992)
- Bourse de Milan (XMIL, 1808)
- Bourse de Minsk (en) (BCSE, 1998)
- Bourse de Moscou (MISX, 1992, 2013)
- Bourse d’Oslo
- Bourse de Pogdorica (en) (XMNX, 1993)
- Bourse de Prague
- Bourse de Saint-Pétersbourg (SPIM, 1002)
- Bourse de Sarajevo (en) (SASE, XSSE, 2001)
- Bourse de Sibiu (en) (Sibex SA, BMFX, 1994)
- Bourse de Skopje (XMAE, 1995)
- Bourse de Tbilissi (en) (XGSE, 1999)
- Bourse de Tórshavn (en) (VMFX, 2004)
- Bourse de Varsovie (XWAR, 1817)
- Bourse de Vienne (XWBO, 1771)
- Bourse de Zagreb (XZAG, 1907, puis 1991-)
- Bourse de Zurich (XSWX, 1850)
- Euronext Paris (Bourse de Paris] (France)
- Bourse de Londres
- OMX (Bourse commune de Stockholm, Helsinki, Copenhague,   Reykjavik, Tallinn, Riga, Vilnius).

## Océanie
- Australian Stock Exchange
- South Pacific Stock Exchange
- New Zealand Exchange